# Deutsche Triathlon Union
Die Deutsche Triathlon Union e. V. (DTU) ist der allein zuständige und anerkannte Sportfachverband in Deutschland für Triathlon, Duathlon, Aquathlon, Aquabike und verwandte Multisportarten (Paratriathlon, Winter-Triathlon, Cross-Triathlon oder Cross-Duathlon) und als solcher Mitglied im Deutschen Olympischen Sportbund, der European Triathlon Union sowie der International Triathlon Union.

## Geschichte der DTU
Die ZDF-Sportreportage sendete im Frühjahr 1982 einen etwa zehnminütigen Bericht über den Ironman Hawaii desselben Jahres, der aus dem vom US-amerikanischen Sender ABC zur Verfügung gestellten Material zusammengestellt wurde.
Das war der Auslöser für die im selben Jahr erstmals organisierten Triathlon-Wettkämpfe in Deutschland. Sie fanden unter anderem in Hückeswagen, Gerolstein, Essen, Kehl (alle 1982) sowie 1983 in Immenstadt, Schluchsee und als A3K in Rostock statt.
Günter Kissler aus Koblenz veranstaltete im September 1984 am Fühlinger See in Köln eine Europameisterschaft über die Langstrecke. Später gründete er den breitensportorientierten Deutschen Triathlonbund (DTrB). Parallel gründete Manuel Debus, 1982 erster deutscher Finisher beim Ironman Hawaii, den eher leistungssportorientierten Deutschen Triathlon Verband (DTV).
Am 23. Februar 1985 fusionierten DTV und DTrB in Worms zur Deutschen Triathlon Union. Gründungspräsident war der Heigenbrücker Zahnarzt Joachim Fischer. 1987 trat der damals siebenundzwanzigjährige Martin Engelhardt, ehemaliger Bundesliga-Schwimmer und Assistenzarzt am Stadtkrankenhaus Hanau, der zwei Jahre zuvor den damals die deutsche Triathlonszene dominierenden Triathlonverein deutscher Ärzte und Apotheker (TVdÄA) in Hanau gegründet hatte, dessen Nachfolge als Präsident an. Am 5. Dezember 1987 wurde die DTU in den Deutschen Sportbund aufgenommen.
Am 28. Oktober 1990 integrierte sich der erst im Mai gegründete Triathlon-Verband der DDR mit seinen fünf Landesverbänden in die DTU. Die DTU wurde mit nunmehr 16 Landesverbänden und 17.445 Mitgliedern zur mitgliederstärksten Nation innerhalb der European Triathlon Union (ETU).
Im Jahr 2001 wurde Klaus Müller-Ott, Allgemeinmediziner aus Bornhöved, Nachfolger von Martin Engelhardt als DTU-Präsident.
Ihm folgte im Februar 2008 der dreiundsechzigjährige Rainer Düro, der zuvor dreizehn Jahre dem rheinland-pfälzischen Landesverband vorstand.
Acht Monate später setzte sich die neununddreißigjährige Rechtsanwältin Claudia Wisser unter drei Kandidaten als Nachfolgerin des gesundheitlich angeschlagenen Düro durch.
Am 6. November 2010 in Worms feierte die DTU ihr fünfundzwanzigjähriges Bestehen, wo Wisser ihren Verzicht auf eine erneute Kandidatur erklärte und die Landesverbände den 66 Jahre alten ehemaligen Bundestagsabgeordneten Reinhold Hemker zum neuen Präsident der DTU wählten.
Bereits 103 Tage später erklärte auch Hemker aus gesundheitlichen Gründen seinen Rücktritt.
Als geschäftsführendes Interims-Präsidium agierten die beiden Vizepräsidenten Reinhold Häußlein und Bernd Rollar, bis im November Martin Engelhardt erneut zum Präsidenten gewählt wurde.

Im November 2018 wurde Engelhardt beim Verbandstag DTU für weitere vier Jahre als Präsident bestätigt.

## Organisation
Im Jahr 2015 verfügte die DTU über 54.000 Mitglieder, die in über 1.500 deutschen Triathlonvereinen organisiert sind, darunter sind 26.000 Startpassinhaber.
Insgesamt gab es 2014 rund 250.000 Teilnehmer bei Triathlonveranstaltungen in Deutschland.
Nach Mitgliederzahlen ist die DTU der zweitgrößte Triathlonverband der Welt.
Die DTU ist in insgesamt 16 Landesverbände organisiert, von denen der bereits 1984 gegründete Bayerische Triathlonverband nicht nur der älteste, sondern mit rund 12.500 Mitgliedern und 359 Vereinen auch der größte vor dem Nordrhein-Westfälischen Triathlon-Verband mit 11.000 Mitgliedern in 280 Vereinen ist.
- Baden-Württembergischer Triathlonverband (BWTV)
- Bayerischer Triathlon-Verband (BTV)
- Berliner Triathlon Union (BTU)
- Brandenburgischer Triathlon-Bund (BTB)
- Bremer Triathlon Verband (BtriV)
- Hamburger Triathlon Verband (HHTV)
- Hessischer Triathlon Verband (HTV)
- Triathlon Verband Mecklenburg-Vorpommern (TVMV)
- Triathlon Verband Niedersachsen (TVN)
- Nordrhein-Westfälischer Triathlon-Verband (NRWTV)
- Rheinland-Pfälzischer Triathlon Verband (RTV)
- Saarländische Triathlon Union (STU)
- Sächsischer Triathlonverband (STV)
- Triathlonverband Sachsen-Anhalt (TVSA)
- Schleswig-Holsteinische Triathlon Union (SHTU)
- Thüringer Triathlon-Verband (TTV)

Die DTU organisiert auf nationaler Ebene die Deutsche Triathlonliga (DTL) mit der 1. und 2. Bundesliga sowie im Nachwuchsbereich den DTU-Jugendcup. Weiteren Ligen werden von den Landesverbänden organisiert. Des Weiteren schreibt die DTU die deutschen Meisterschaften aus, beruft den Nationalkader, bildet Trainer aus, führt Öffentlichkeitsarbeit für die Sportart Triathlon durch und betreut ihre Mitglieder, erstellt und bewahrt einheitliche Regularien, bildet Kampfrichter aus und ermöglicht damit einen sicheren und fairen Wettkampfbetrieb.
Erster Bundestrainer der DTU war Dieter Bremer, Sportwissenschaftler an der TU Darmstadt. 1992 folgte ihm Steffen Grosse, Sportwissenschaftler am IAT Leipzig.
Im Jahr 1998 folgte übergangsweise zunächst Reinhold Häußlein in der unmittelbaren Vorbereitung auf die Olympischen Spiele in Sydney, wo Triathlon erstmals zum Programm gehörte. Ab 2001 übernahm Ralf Ebli die Position als Bundestrainer. Nach den Olympischen Spielen in Athen verzichtete Ebli auf eine angebotene Vertragsverlängerung und sein bisheriger Assistent Louis Delahaye übernahm dessen Rolle. 2009 übernahm dann Roland Knoll, der zuvor seit Im Jahr 2004 als Nachwuchstrainer agiert hatte, die Position des Bundestrainers. Parallel übernahm Nina Eggert im November 2010 das Training des weiblichen Nachwuchses. 2013 kehrte Ralf Ebli als Cheftrainer gemeinsam mit Dan Lorang zur DTU zurück.

Seit 2018 war Faris Al-Sultan Bundestrainer des deutschen Triathlonverbandes.
Sein Nachfolger, der Niederländer Louis Delahaije wurde nach nicht ganz einem Jahr in diesem Amt im Januar 2023 vom bisherigen Nachwuchs-Coach Thomas Moeller als Bundestrainer abgelöst.
Seit 2020 tritt die Zurich Versicherung als offizieller Hauptsponsor der DTU sowie der Deutschen Triathlon Nationalmannschaft ein.

### Deutsche Triathlonjugend
Die Deutsche Triathlonjugend ist als Jugendorganisation der DTU für die Belange von Kindern und Jugendlichen verantwortlich. Ihre Ausrichtung ist breitensportlicher Natur und orientiert sich in ihrem Leitbild an den Vorgaben der Deutschen Sportjugend (dsj).
Das Ziel der Jugendarbeit der Deutschen Triathlonjugend ist es, Kinder und Jugendliche durch Sport in ihrer gesamten Entwicklung zu fördern und zu unterstützen.

### Regeln

#### Schwimmen
Beim Schwimmen üblich ist ein einteiliger Anzug mit Ärmeln. Es dürfen auch zweiteilige Anzüge und Neoprenhauben verwendet werden. Die maximale Gesamtmaterialstärke eines Kälteschutzanzuges darf 5 mm nicht überschreiten und er darf aus nicht mehr als drei Einzelteilen bestehen.
Ob das Tragen der Neoprenteile erlaubt ist, hängt von der Schwimmdistanz und der Wassertemperatur am Wettkampftag ab. Nach dem DTU-Reglement findet bei einer Wassertemperatur unter 14 °C kein Schwimmen statt. Jugend A und Jugend B (14–17 Jahre) darf unter 17 °C gar nicht schwimmen und bei Schülern gilt eine Grenze von 19 °C.
Die Bundesliga- und Elitestarter dürfen bis 1,5 km Schwimmdistanz ab 19,9 °C Wassertemperatur keinen Neo mehr tragen und für Altersklassenathleten (Amateure) gilt auf der gleichen Streckenlänge die 21,9-Gradmarke.
Bis zu einer Schwimmdistanz von 3 km (Mitteldistanz) ist das Tragen eines Neoprenanzugs bis 22,9 °C Wassertemperatur erlaubt. Bei der Langdistanz (Schwimmstrecken ab 3 km) gibt es ab 24 °C Wassertemperatur Neoverbot. Bei Ironman-Rennen gilt stets eine Obergrenze von 24,5 °C Wassertemperatur nach WTC-Reglement.

#### Radfahren
Das Windschattenfahren, hinter oder seitlich neben einem anderen Teilnehmer, ist auf der Sprint- und Kurzdistanz erlaubt und auf der Mittel- und Langdistanz verboten. Die Windschattenzone ist 12 m lang – gemessen von der Vorderkante des Vorderrades des Vordermannes bis zur Vorderkante des Vorderrades des nachfolgenden Teilnehmers.
In der Saison 2022 wurde die im Triathlon beim Radfahren immer wieder eingesetzte „Supertuck-Abfahrtsposition“ (Sitzen auf dem Oberrohr) verboten.

#### Laufen
Auf der Laufdistanz darf der Athlet laufen oder gehen. Die Mindestbekleidung sind Einteiler oder Oberteil und Hose.

## Deutsche Meister
Es werden von der DTU jährlich an verschiedenen bzw. wechselnden Standorten deutsche Meisterschaften (zum Teil über verschiedene Distanzen) ausgetragen im
- Triathlon
- Winter-Triathlon
- Cross-Triathlon
- Duathlon
- Cross-Duathlon

### Triathlon
Vor 2011 (außer 2008) wurden die deutschen Triathlon-Meisterschaften über die olympische Distanz (1,5 km Schwimmen, 40 km Radfahren und 10 km Laufen) ausgetragen.
2009 und 2010 wurde die deutsche Meisterschaft beim Alpen-Triathlon über die olympische Distanz ausgetragen. 2012 gab es sowohl eine deutsche Meisterschaft über die Sprint- als auch über die olympische Distanz.

#### Sprintdistanz
750 m Schwimmen, 20 km Radfahren und 5 km Laufen

##### Elite
| Datum/Jahr    | Ort                          | Deutscher Meister Triathlon Sprintdistanz | Zweiter Platz          | Dritter Platz          |
| ------------- | ---------------------------- | ----------------------------------------- | ---------------------- | ---------------------- |
| 2. Aug. 2025  | Dresden                      | Henry Graf                                | Jonas Osterholt        | Lasse Nygaard Priester |
| 7. Sep. 2024  | Hannover                     | Justus Nieschlag -3-                      | Henry Graf             | Jonas Osterholt        |
| 8. Juli 2023  | Die Finals, Düsseldorf       | Lasse Nygaard Priester                    | Tim Hellwig            | Simon Henseleit        |
| 26. Juni 2022 | Berlin                       | Lasse Lührs -2-                           | Lasse Nygaard Priester | Henry Graf             |
| 6. Juni 2021  | Berlin                       | Tim Hellwig                               | Justus Nieschlag       | Henry Graf             |
| 3. Aug. 2019  | Berlin                       | Valentin Wernz                            | Jonas Schomburg        | Maximilian Schwetz     |
| 1. Juli 2018  | T3-Triathlon, Düsseldorf     | Lasse Lührs                               | Ian Manthey            | Gabriel Allgayer       |
| 20. Aug. 2017 | Muldental-Triathlon, Grimma  | Justus Nieschlag -2-                      | Jonathan Zipf          | Jonas Breinlinger      |
| 26. Juni 2016 | T3-Triathlon, Düsseldorf     | Justus Nieschlag                          | Maximilian Schwetz     | Jannik Schaufler       |
| 28. Juni 2015 | Düsseldorf                   | Gregor Buchholz                           | Steffen Justus         | Maximilian Schwetz     |
| 6. Sep. 2014  | Maschsee-Triathlon, Hannover | Steffen Justus -2-                        | Christopher Hettich    | Gregor Buchholz        |
| 31. Aug. 2013 | Hannover                     | Jonathan Zipf                             | Franz Löschke          | Gregor Buchholz        |
| 19. Aug. 2012 | Witten                       | Christian Prochnow                        | Jonathan Zipf          | Franz Löschke          |
| 28. Aug. 2011 | Muldental-Triathlon, Grimma  | Steffen Justus                            | Jonathan Zipf          | Gregor Buchholz        |
| 2. Aug. 2008  | Gelsenkirchen                | Daniel Unger                              | Jan Frodeno            | Maik Petzold           |

| Datum/Jahr | Deutsche Meisterin Triathlon Sprintdistanz | Zweiter Platz   | Dritter Platz          |
| ---------- | ------------------------------------------ | --------------- | ---------------------- |
| 2025       | Lisa Tertsch -3-                           | Annika Koch     | Nina Eim               |
| 2024       | Annika Koch                                | Lisa Tertsch    | Laura Lindemann        |
| 2023       | Lisa Tertsch -2-                           | Selina Klamt    | Marlene Gomez-Göggel   |
| 2022       | Laura Lindemann -5-                        | Annika Koch     | Nina Eim               |
| 2021       | Lisa Tertsch                               | Nina Eim        | Marlene Gomez-Islinger |
| 2019       | Laura Lindemann -4-                        | Nina Eim        | Lena Meißner           |
| 2018       | Laura Lindemann -3-                        | Anja Knapp      | Sophia Saller          |
| 2017       | Laura Lindemann -2-                        | Anja Knapp      | Sophia Saller          |
| 2016       | Lena Meißner                               | Anabel Knoll    | Hanna Philippin        |
| 2015       | Laura Lindemann                            | Anne Haug       | Rebecca Robisch        |
| 2014       | Sophia Saller                              | Rebecca Robisch | Hanna Philippin        |
| 2013       | Anne Haug                                  | Rebecca Robisch | Hanna Philippin        |
| 2012       | Anja Knapp                                 | Sarah Fladung   | Leonie Poetsch         |
| 2011       | Rebecca Robisch                            | Kathrin Müller  | Anne Haug              |
| 2008       | Anja Dittmer                               | Kathrin Müller  | Ricarda Lisk           |

##### U23
Vor 2011 (außer 2008) wurde die deutsche Meisterschaft U23 über die olympische Distanz ausgetragen. 2012 gab es sowohl eine deutsche Meisterschaft über die Sprint- als auch über die olympische Distanz.
| Datum/Jahr    | Ort                          | Deutscher Meister U23 Triathlon Sprintdistanz | Zweiter Platz    | Dritter Platz  |
| ------------- | ---------------------------- | --------------------------------------------- | ---------------- | -------------- |
| 1. Juli 2018  | T3 Triathlon, Düsseldorf     | Lasse Lührs                                   | Gabriel Allgayer | Johannes Vogel |
| 26. Juni 2016 | T3 Triathlon, Düsseldorf     | Jannik Schaufler                              | Lasse Lührs      | Peer Sönksen   |
| 28. Juni 2015 | Düsseldorf                   | Ian Manthey                                   | Valentin Wernz   | Lasse Lührs    |
| 6. Sep. 2014  | Maschsee-Triathlon, Hannover | Maximilian Schwetz                            |                  |                |
| 31. Aug. 2013 | Hannover                     | Justus Nieschlag                              |                  |                |
| 19. Aug. 2012 | Witten                       | Franz Löschke -2-                             | Niclas Bez       | Stefan Zachäus |
| 28. Aug. 2011 | Muldental-Triathlon, Grimma  | Franz Löschke                                 |                  |                |
| 2. Aug. 2008  | Gelsenkirchen                | Sebastian Rank                                | Gregor Buchholz  | Patrick Lange  |
| 2007          |                              | Gregor Buchholz                               |                  |                |

| Jahr | Deutsche Meisterin U23 Triathlon Sprintdistanz | Zweiter Platz       | Dritter Platz  |
| ---- | ---------------------------------------------- | ------------------- | -------------- |
| 2018 | Laura Lindemann -2-                            | Bianca Bogen        | Anabel Knoll   |
| 2016 | Lena Meißner                                   | Anabel Knoll        | Sophie Fischer |
| 2015 | Laura Lindemann                                | Hanna Philippin     | Lena Meißner   |
| 2014 | Sophia Saller                                  |                     |                |
| 2013 | Hanna Philippin                                |                     |                |
| 2012 | Lisa Sieburger                                 | Franziska Scheffler | Suse Werner    |
| 2011 | Rebecca Robisch                                |                     |                |
| 2008 | Sarah Fladung                                  |                     |                |
| 2007 |                                                |                     |                |

##### Junioren
Die Altersklasse „Junioren“ umfasst seit 2002 all jene Athleten, die am 31. Dezember des Wettkampfjahres 18 oder 19 Jahre alt waren.
| Datum/Jahr    | Ort          | Deutscher Juniorenmeister Triathlon | Zweiter Platz    | Dritter Platz    |
| ------------- | ------------ | ----------------------------------- | ---------------- | ---------------- |
| 29. Juni 2019 | Grimma       | Simon Henseleit                     | Eric Diener      | Alexander Kull   |
| 30. Juni 2018 | Grimma       | Tim Hellwig -2-                     | Giulio Ehses     | Philipp Wiewald  |
| 2017          | Merzig       | Tim Hellwig                         | Peer Sönksen     | Moritz Horn      |
| 23. Juli 2016 | Nürnberg     | Frederic Funk                       | Jannik Schaufler | Gabriel Allgayer |
| 18. Juli 2015 | Verl         | Lasse Lührs                         | Jonas Hoffmann   | Johannes Vogel   |
| 19. Juli 2014 | Grimma       | Valentin Wernz                      |                  |                  |
| 21. Juli 2013 | Schluchsee   | Jonas Breinlinger                   |                  |                  |
| 14. Juli 2012 | Grimma       | Renning Elischer                    |                  |                  |
| 30. Juli 2011 | Braunschweig | Justus Nieschlag                    |                  |                  |
| 31. Juli 2010 | Merzig       | Danny Friese                        |                  |                  |
| 31. Juli 2009 | Merzig       | Stefan Zachaeus                     |                  |                  |
| 20. Juli 2008 | Schluchsee   | Philipp Bahlke                      |                  |                  |
| 15. Juli 2007 | München      | Franz Löschke                       |                  |                  |
| 13. Aug. 2006 | Kiel         | Alexander Schilling                 |                  |                  |
| 14. Aug. 2005 | Krefeld      | Sebastian Rank -2-                  |                  |                  |
| 11. Juli 2004 | Schleswig    | Sebastian Rank                      |                  |                  |
| 3. Aug. 2003  | Grimma       | Marc-Andre Hages                    |                  |                  |
| 11. Aug. 2002 | Losheim      | Helge Mütschard                     |                  |                  |

| Jahr | Deutsche Juniorenmeisterin Triathlon | Zweiter Platz          | Dritter Platz    |
| ---- | ------------------------------------ | ---------------------- | ---------------- |
| 2019 | Franca Henseleit                     | Katharina Möller       | Selina Klamt     |
| 2018 | Mala Schulz                          | Sophie Rohr            | Lucie Kammer     |
| 2017 | Lena Meißner                         | Bianca Bogen           | Michelle Braun   |
| 2016 | Lisa Tertsch                         | Lena Meißner           | Julie Jungblut   |
| 2015 | Charlotte Ahrens                     | Anabel Knoll           | Katharina Heid   |
| 2014 | Laura Lindemann                      |                        |                  |
| 2013 | Sophia Saller                        |                        |                  |
| 2012 | Suse Werner                          | Marlene Gomez-Islinger | Anna Wagenknecht |
| 2011 | Hanna Philippin                      |                        |                  |
| 2010 | Charlotte Bauer -2-                  |                        |                  |
| 2009 | Charlotte Bauer                      |                        |                  |
| 2008 | Carina Brechters                     |                        |                  |
| 2007 | Rebecca Robisch -2-                  |                        |                  |
| 2006 | Rebecca Robisch                      |                        |                  |
| 2005 | Leonie Pötsch                        |                        |                  |
| 2004 | Tina Herklotz                        |                        |                  |
| 2003 | Kathrin Müller                       |                        |                  |
| 2002 | Jana Veldscholten                    |                        |                  |

Bis einschließlich 2001 umfasste die Altersklasse „Junioren B“, für die die maximal zulässige Wettkampfdistanz die Sprintdistanz war, alle Athleten, die am 31. Dezember des Wettkampfjahres 17 oder 18 Jahre alt waren.
| Datum/Jahr    | Ort       | Deutscher Meister Triathlon Junioren B | Zweiter Platz | Dritter Platz |
| ------------- | --------- | -------------------------------------- | ------------- | ------------- |
| 2. Sep. 2001  | Xanten    | Benjamin Vollmer                       |               |               |
| 13. Aug. 2000 | Bornhöved | Sebastian Dehmer                       |               |               |
| 20. Juni 1999 | Fritzlar  | Steffen Schäuble                       |               |               |
| 9. Aug. 1998  | Bornhöved | René Göhler                            |               |               |
| 24. Aug. 1997 | Northeim  | Christian Weimer -3-                   |               |               |

| Jahr | Deutsche Meisterin Triathlon Junioren B | Zweiter Platz | Dritter Platz |
| ---- | --------------------------------------- | ------------- | ------------- |
| 2001 | Kathrin Müller                          |               |               |
| 2000 | Janine Härtel                           |               |               |
| 1999 | Ricarda Lisk                            |               |               |
| 1998 | Verena Freudenberg                      |               |               |
| 1997 | Ina Reinders -2-                        |               |               |

Bis einschließlich 1996 wurde diese Altersklasse „Jugend A“ bezeichnet. Die Meisterschaften der nächsthöheren Altersklasse „Junioren A“ (1997–2001) bzw. „Junioren“ (bis 1996) wurden auf der olympischen Distanz ausgerichtet.
| Datum/Jahr    | Ort    | Deutscher Meister Triathlon Jugend A | Zweiter Platz | Dritter Platz |
| ------------- | ------ | ------------------------------------ | ------------- | ------------- |
| 28. Juli 1996 | Landau | Christian Weimer -2-                 |               |               |
| 3. Sep. 1995  | Xanten | Christian Weimer                     |               |               |
| 1994          |        |                                      |               |               |
| 1989          |        |                                      |               |               |

| Jahr | Deutsche Meisterin Triathlon Jugend A | Zweiter Platz | Dritter Platz |
| ---- | ------------------------------------- | ------------- | ------------- |
| 1996 | Ina Reinders                          |               |               |
| 1995 | Kerstin Weiblen                       |               |               |
| 1994 | Anja Dittmer                          |               |               |
| 1989 | Sonja Krolik                          |               |               |

#### Kurzdistanz

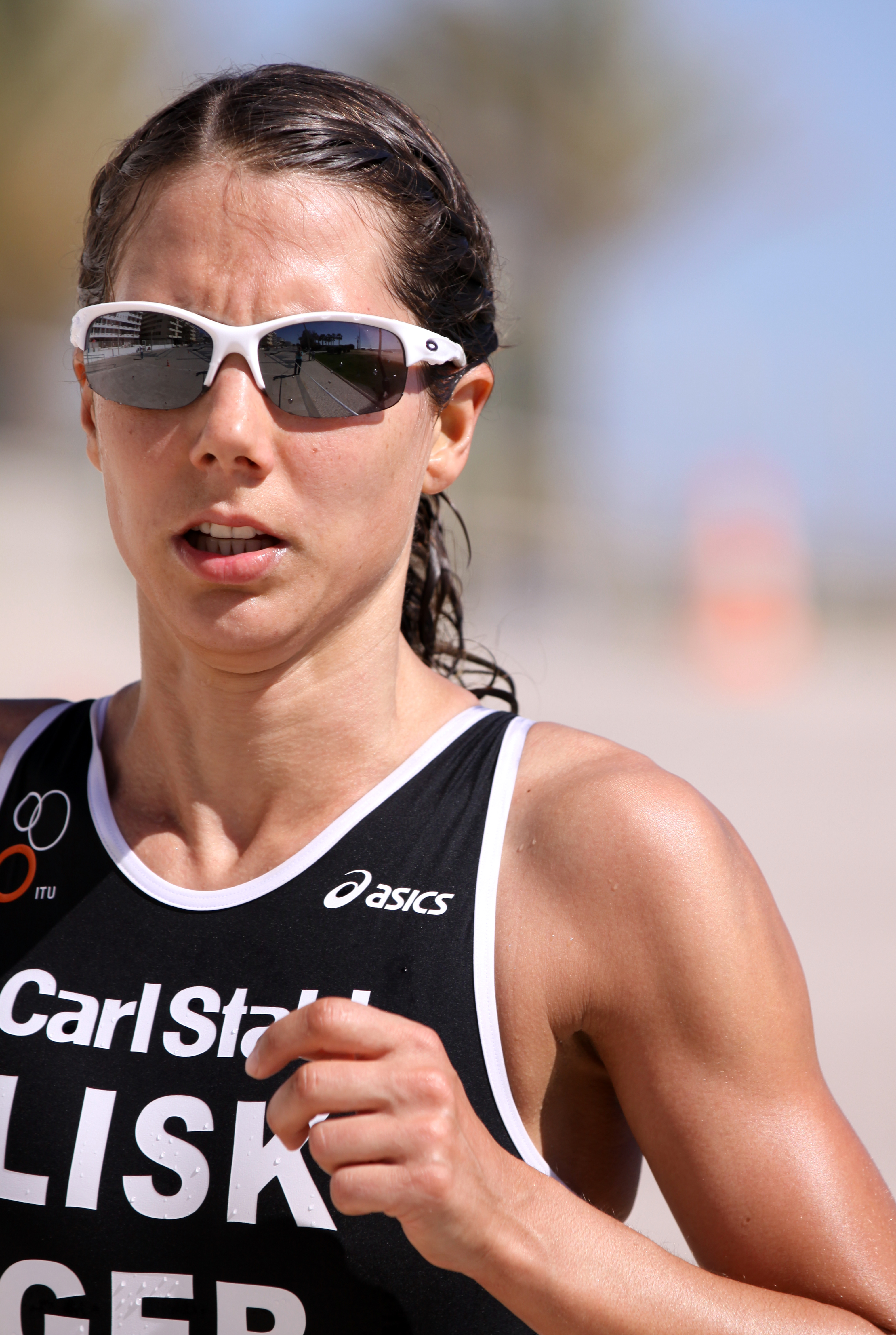
Ricarda Lisk – dreifache Deutsche Triathlon-Meisterin auf der olympischen Distanz (2006, 2010 und 2012)

Die deutsche Meisterschaft auf der „Triathlon-Kurzdistanz“ (auch „olympische Distanz“) geht über die Distanzen 1,5 km Schwimmen, 40 km Radfahren und 10 km Laufen und wurde zuletzt 2012 ausgetragen.
Die ersten Deutschen Meisterschaften auf diesen Distanzen wurden 1984 in Losheim am See im Saarland ausgetragen.
Vor 2011 (außer 2008) wurden die deutschen Triathlon-Meisterschaften über die olympische Distanz ausgetragen und seither über die Sprintdistanz.
Im Jahr 2012 gab es sowohl eine deutsche Meisterschaft über die Sprint- als auch über die olympische Distanz und seitdem keine Meisterschaft mehr auf der Kurzdistanz.
Die Neubrandenburgerin Anja Dittmer konnte sich den Titel der Deutschen Meisterin bereits fünf Mal sichern. Ralf Eggert konnte 1999 seinen vierten Sieg erzielen und er liegt damit gleichauf mit Christiane Pilz, die sich 2009 ihren vierten Titel holte.
Auf jeweils drei Siege bzw. Meistertitel auf der Kurzdistanz zurückblicken können Ricarda Lisk, Daniel Unger sowie Lothar Leder.

##### Elite
| Datum/Jahr    | Ort                         | Deutscher Meister Triathlon Kurzdistanz | Zweiter Platz      | Dritter Platz                |
| ------------- | --------------------------- | --------------------------------------- | ------------------ | ---------------------------- |
| 29. Juni 2025 | Kalkar-Wissel               |                                         |                    |                              |
| 23. Juni 2024 | Münster                     |                                         |                    |                              |
| 2. Juni 2012  | Darmstadt                   | Franz Löschke                           | Christian Prochnow | Jonathan Zipf                |
| 2011          | (Sprintdistanz)             | –                                       | –                  | –                            |
| 18. Sep. 2010 | Alpen-Triathlon, Schliersee | Steffen Justus                          | Daniel Unger       | Maik Petzold                 |
| 20. Juni 2009 | Alpen-Triathlon, Schliersee | Thomas Springer                         |                    |                              |
| 2008          | (Sprintdistanz)             | –                                       | –                  | –                            |
| 15. Juli 2007 | München Triathlon, München  | Jan Frodeno                             | Maik Petzold       | Claude Eksteen               |
| 15. Juli 2006 | Alpen-Triathlon, Schliersee | Daniel Unger -3-                        | Sebastian Dehmer   | Maik Petzold                 |
| 18. Juni 2005 | Potsdam                     | Sebastian Dehmer                        |                    |                              |
| 20. Juni 2004 | Potsdam                     | Daniel Unger -2-                        | Maik Petzold       | Andreas Raelert              |
| 7. Juni 2003  | Breitenauer See             | Maik Petzold                            | Andreas Raelert    | Dirk Bockel                  |
| 16. Juni 2002 | Frankfurt am Main           | Daniel Unger                            | Andreas Raelert    | Roland Knoll                 |
| 10. Juni 2001 | Frankfurt am Main           | Lothar Leder -3-                        | Andreas Raelert    | Stephan Vuckovic             |
| 25. Juni 2000 | Frankfurt am Main           | Lothar Leder -2-                        | Ralf Eggert        | Maik Petzold                 |
| 18. Juli 1999 | Frankfurt am Main           | Ralf Eggert -4-                         | Stephan Vuckovic   | Martin Biehler               |
| 26. Juli 1998 | Frankfurt am Main           | Lothar Leder                            | Markus Forster     | Roland Knoll                 |
| 6. Sep. 1997  | Xanten                      | Roland Knoll -2-                        | Ralf Eggert        | Markus Forster               |
| 10. Aug. 1996 | Losheim                     | Stephan Vuckovic                        | Ralf Eggert        | Norman Stadler               |
| 13. Aug. 1995 | Witten                      | Ralf Eggert -3-                         | Norman Stadler     | Stephan Vuckovic             |
| 17. Juli 1994 | Witten                      | Ralf Eggert -2-                         | Thomas Hellriegel  | Roland Knoll                 |
| 7. Aug. 1993  | Mengen                      | Ralf Eggert                             | Rainer Müller      | Thomas Hellriegel            |
| 16. Aug. 1992 | Köln-Triathlon, Köln        | Thomas Hellriegel                       | Rainer Müller      | Gerd Amrhein                 |
| 3. Aug. 1991  | Arolsen                     | Roland Knoll                            | Gerd Amrhein       | Holger Lorenz                |
| 4. Aug. 1990  | Berlin                      | Oliver Graf                             | Jochen Basting     | Erik Schröder                |
| 30. Juli 1989 | Landau an der Isar          | Jörg Ullmann                            | Dirk Aschmoneit    | Wolfgang Dittrich            |
| 13. Aug. 1988 | Gerolstein                  | Jürgen Zäck                             | Gerd Amrhein       | Joachim Buck                 |
| 22. Juni 1987 | St. Wendel                  | Wolfgang Dittrich                       | Jürgen Zäck        | Jörg Hofmann                 |
| 22. Juni 1986 | Roth                        | Dirk Aschmoneit                         | Gerhard Rupp       | Gerhard Wachter              |
| 22. Juni 1985 | Schluchsee                  | Gerhard Wachter                         | Klaus Klaeren      | Gerhard Rupp, Thomas Jeltsch |
| 22. Juni 1984 | Losheim                     | Klaus Klaeren                           | Gerhard Wachter    | Felix Madlehner              |

| Jahr | Deutsche Meisterin Triathlon Kurzdistanz | Zweiter Platz    | Dritter Platz        |
| ---- | ---------------------------------------- | ---------------- | -------------------- |
| 2025 |                                          |                  |                      |
| 2024 |                                          |                  |                      |
| 2012 | Ricarda Lisk -3-                         | Anja Knapp       | Kathrin Müller       |
| 2011 | –                                        | –                | –                    |
| 2010 | Ricarda Lisk -2-                         | Svenja Bazlen    | Rebecca Robisch      |
| 2009 | Christiane Pilz -4-                      | Anne Haug        |                      |
| 2008 | –                                        | –                | –                    |
| 2007 | Christiane Pilz -3-                      | Joelle Franzmann | Kathrin Müller       |
| 2006 | Ricarda Lisk                             | Tina Herklotz    | Anja Ippach          |
| 2005 | Joelle Franzmann -2-                     |                  |                      |
| 2004 | Anja Dittmer -5-                         | Joelle Franzmann | Christiane Pilz      |
| 2003 | Anja Dittmer -4-                         | Joelle Franzmann | Ricarda Lisk         |
| 2002 | Christiane Pilz -2-                      | Anja Heil        | Anja Dittmer         |
| 2001 | Christiane Pilz                          | Joelle Franzmann | Ina Reinders         |
| 2000 | Joelle Franzmann                         | Christiane Pilz  | Anja Heil            |
| 1999 | Anja Dittmer -3-                         | Anja Heil        | Ines Estedt          |
| 1998 | Anja Dittmer -2-                         | Joelle Franzmann | Simone Haberer       |
| 1997 | Ines Estedt                              | Joelle Franzmann | Anja Dittmer         |
| 1996 | Ute Schäfer -2-                          | Anja Dittmer     | Brigitte Scheithauer |
| 1995 | Anja Dittmer                             | Ute Schäfer      | Katrin Helmcke       |
| 1994 | Sonja Krolik -2-                         | Sabine Westhoff  | Ute Schäfer          |
| 1993 | Sonja Krolik                             | Sabine Westhoff  | Ute Schäfer          |
| 1992 | Franziska Lilienfein                     | Sonja Krolik     | Simone Mortier       |
| 1991 | Ute Schäfer                              | Simone Mortier   | Brigitte Scheithauer |
| 1990 | Simone Mortier -2-                       | Ute Schäfer      | Mandy Dean           |
| 1989 | Mandy Dean                               | Simone Mortier   | Ute Schäfer          |
| 1988 | Simone Mortier                           | Anneliese Weber  | Kirsten Ullrich      |
| 1987 | Monika Lövenich                          | Katrin Dürholt   | Anneliese Weber      |
| 1986 | Alexandra Kremer -2-                     | Anneliese Weber  | Simone Mortier       |
| 1985 | Alexandra Kremer                         | Monika Diebel    | Angelika Barsch      |
| 1984 | Hanni Zehendner                          | Ursula Schäfer   | Christa Heissler     |

##### U23
Seit 2013 wird die deutsche Meisterschaft U23 über die Sprintdistanz ausgetragen (siehe oben).
| Datum/Jahr    | Austragungsort              | Sieger der Frauen                             | Sieger der Männer                             |
| ------------- | --------------------------- | --------------------------------------------- | --------------------------------------------- |
| 3. Juni 2012  | Darmstadt                   | Lisa Sieburger                                | Franz Löschke                                 |
| 28. Aug. 2011 | Muldental-Triathlon, Grimma | Deutsche Meisterschaft U23 über Sprintdistanz | Deutsche Meisterschaft U23 über Sprintdistanz |
| 18. Sep. 2010 | Alpen-Triathlon, Schliersee | Rebecca Robisch                               | Tim Lange                                     |
| 20. Juni 2009 | Alpen-Triathlon, Schliersee | Sarah Fladung                                 | Nils Frommhold                                |
| 2. Aug. 2008  | Gelsenkirchen               | Deutsche Meisterschaft U23 über Sprintdistanz | Deutsche Meisterschaft U23 über Sprintdistanz |
| 15. Juli 2007 | München                     | Kathrin Müller -2-                            | Gregor Buchholz                               |
| 15. Juli 2006 | Alpen-Triathlon, Schliersee | Tina Herklotz                                 | Sebastian Kienle                              |
| 18. Juni 2005 | Potsdam                     | Kathrin Müller                                | Sebastian Dehmer                              |
| 20. Juni 2004 | Potsdam                     | Ricarda Lisk                                  | Jan Frodeno                                   |
| 3. Aug. 2003  | Grimma                      | Maren Wolter                                  | Jan Raphael                                   |
| 11. Aug. 2002 | Losheim                     | Jana Veldscholten                             | Jannis Klausch                                |

##### Junioren A
Die Altersklasse „Junioren A“ beinhaltete bis einschließlich 2001 alle Athleten, die am 31. Dezember des Wettkampfjahres 19 oder 20 Jahre alt waren. Bis einschließlich 1996 lautete der Name dieser Altersklasse „Junioren“.
2002 wurde die Altersklasseneinteilung geändert, seither umfasst die Altersklasse „Junioren“ alle Athleten, die am 31. Dezember des Wettkampfjahres 18 oder 19 Jahre alt waren. Deren Meisterschaften wurden seither auf der Sprintdistanz ausgetragen. Die jüngste Altersklasse mit Meisterschaften auf der olympischen Distanz ist seither die U23.
| Datum/Jahr    | Austragungsort | Sieger der Frauen    | Sieger der Männer  |
| ------------- | -------------- | -------------------- | ------------------ |
| 2. Sep. 2001  | Xanten         | Janine Härtel        | Sebastian Dehmer   |
| 13. Aug. 2000 | Bornhöved      | Gesa König           | Jan Raphael        |
| 20. Juni 1999 | Fritzlar       | Ina Reinders         | Christian Weimer   |
| 9. Aug. 1998  | Bornhöved      | Joelle Franzmann -2- | Christian Weimer   |
| 24. Aug. 1997 | Northeim       | Joelle Franzmann     | Stefan Hintze      |
| 28. Juli 1996 | Landau         | Joelle Franzmann     | Andreas Raelert    |
| 3. Sep. 1995  | Xanten         | Katrin Helmcke       | Markus Forster -2- |
| Juli 1994     |                |                      | Markus Forster     |
| 1992          |                | Sabine Stelter       |                    |

#### Mitteldistanz

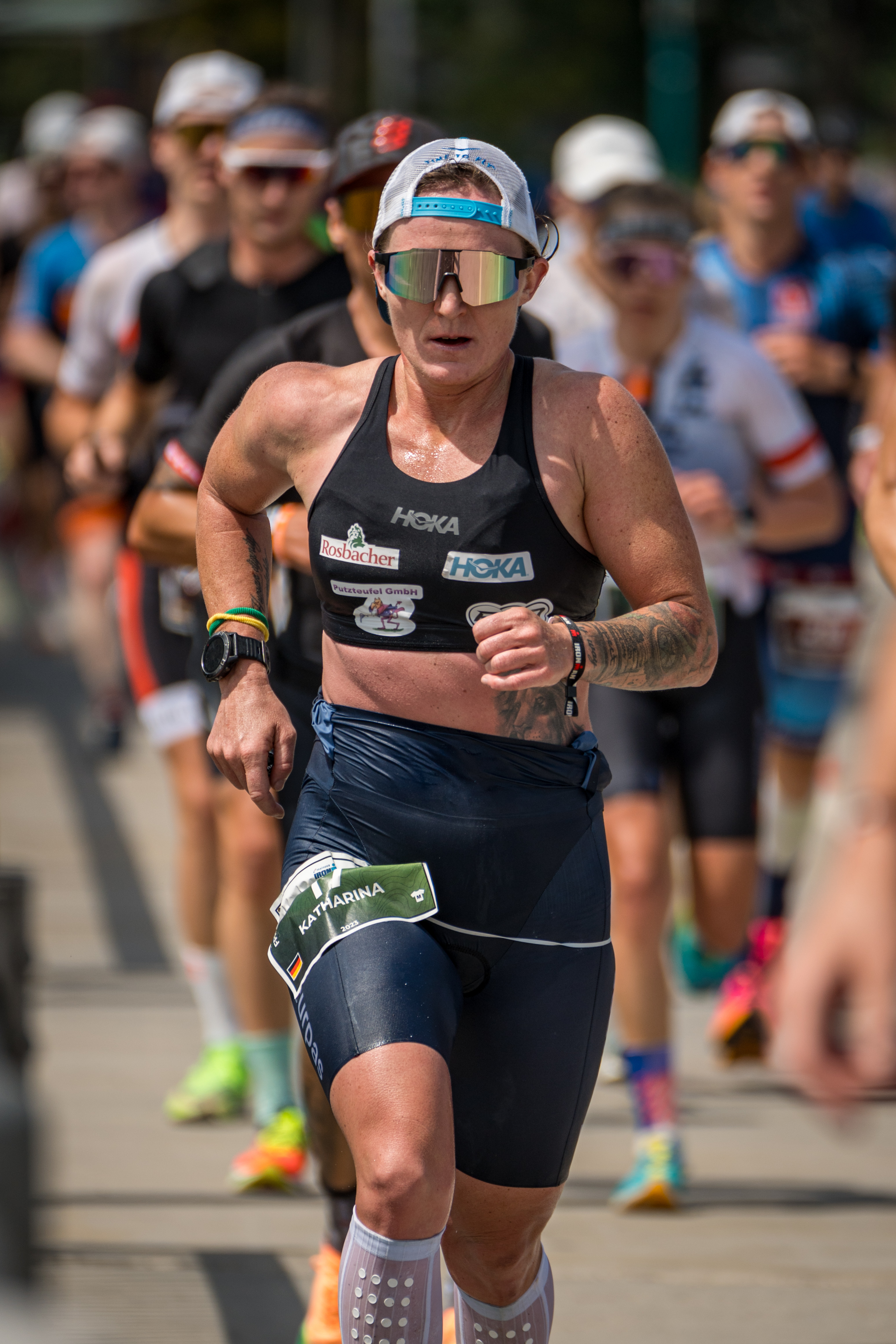
Katharina Grohmann – Deutsche Triathlon-Meisterin auf der Mitteldistanz (2023)

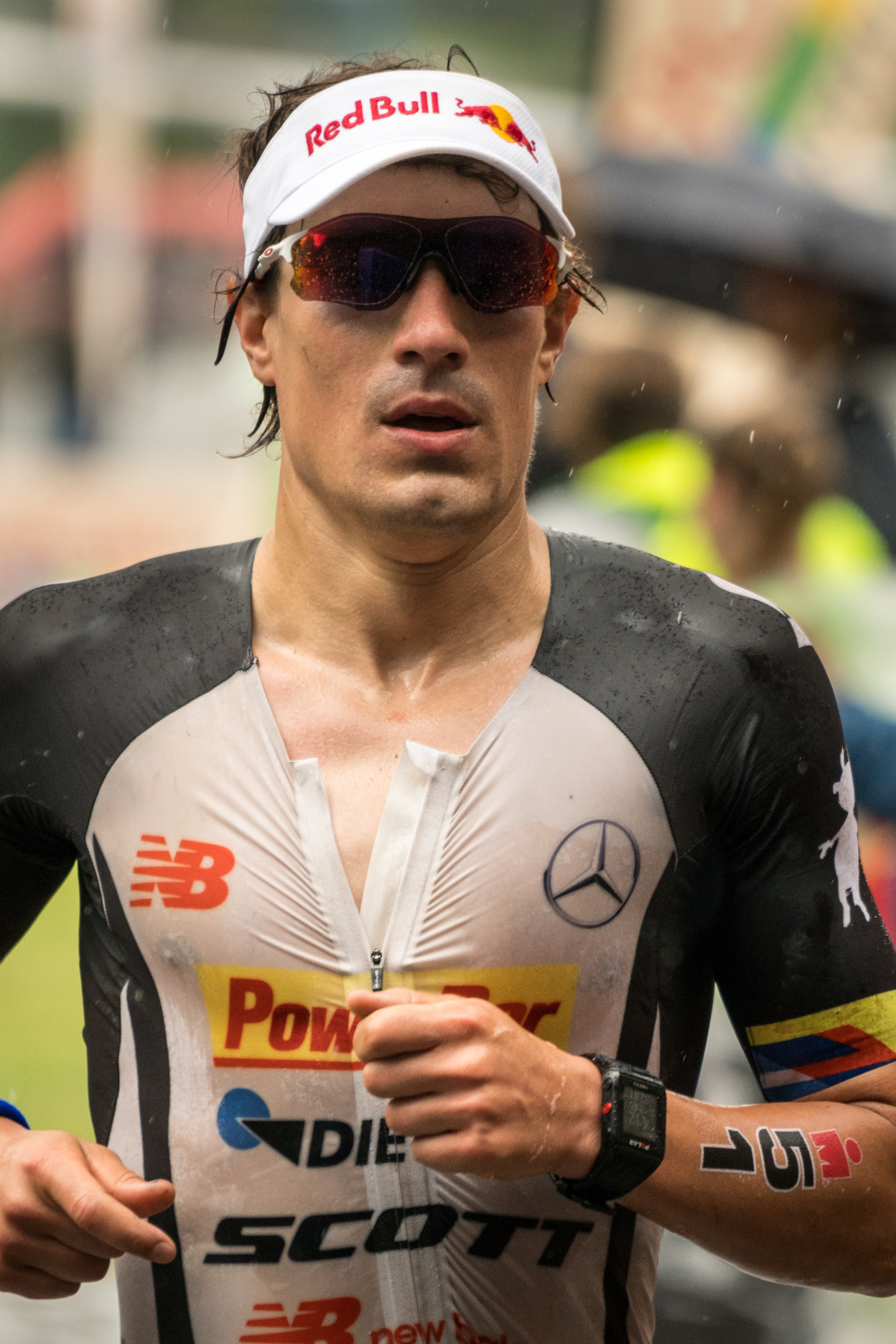
Sebastian Kienle – Deutscher Triathlon-Meister auf der Mitteldistanz (2014, 2015 und 2019)

Die vorgesehenen Standarddistanzen für die Mitteldistanz sind gemäß Sportordnung der DTU 1,9 bis 3 km Schwimmen, 80 bis 90 km Radfahren und 20 bis 21 km Laufen.
Auf Grund örtlicher Gegebenheiten und lokaler Bedingungen lässt die Sportordnung eine Abweichung von bis zu ± 10 % in den Teildisziplinen gegenüber diesen Standarddistanzen zu.
Die Erstaustragung war im Juli 1994 beim Allgäu Triathlon in Immenstadt. Am Schluchsee im Schwarzwald ging es 1985 über 2,5 km Schwimmen, 100 km Radfahren (viermal zu fahrender Rundkurs über 25 km) und 25 km Laufen.
Von 1994 bis 1999 schrieb die DTU keine deutschen Meisterschaften über die Mitteldistanz aus, um der olympischen Distanz im Hinblick auf die Olympischen Spiele 2000 in Sydney, wo Triathlon erstmals zum Wettkampfprogramm gehörte, höhere Aufmerksamkeit zu ermöglichen.
Bis 1993 war für einen Start bei der deutschen Meisterschaft Mitteldistanz eine Qualifikation erforderlich, seit 2000 ist diese nur eine zusätzliche Wertung für alle Starter, die im Besitz eines gültigen DTU-Startpasses sind.
Die erstmals im Rahmen der Challenge Heilbronn ausgetragene Meisterschaft im Juni 2016 musste witterungsbedingt als Duathlon ausgetragen werden – aber die DTU entschied, das Ergebnis als DM gelten zu lassen.
Am 19. Mai 2019 wurden die Deutschen Meisterschaften erneut nach 2016 wieder im Rahmen der Challenge Heilbronn ausgetragen und Sebastian Kienle holte sich zum dritten Mal den Titel des Deutschen Meisters.
Eine für 2020 geplante Austragung beim Triathlon Nordhausen musste im Zuge der COVID-19-Pandemie abgesagt werden.
2021 wurden die Deutschen Meisterschaften im Rahmen des hep Triathlons Heilbronn ausgetragen.
Am 29. Mai 2022 wurden die Deutschen Meisterschaften beim Audi Triathlon Ingolstadt ausgetragen.
2023 fanden die Deutschen Meisterschaften im Rahmen des 16. Indeland Triathlon statt.
2025 wurden die Meisterschaften am 1. Juni im Rahmen der Challenge Heilbronn ausgetragen.
| Datum/Jahr    | Austragungsort                        | Deutscher Meister Triathlon Mitteldistanz | Zweiter Platz       | Dritter Platz       |
| ------------- | ------------------------------------- | ----------------------------------------- | ------------------- | ------------------- |
| 1. Juni 2025  | Challenge Heilbronn, Heilbronn        |                                           |                     |                     |
| 4. Aug. 2024  | Ostseeman, Glücksburg                 | Finn Große-Freese                         | Lennart Sievers     | Nils Huckschlag     |
| 18. Juni 2023 | Indeland Triathlon, Düren             | Steven Orlowski                           | Niklas Dellke       | Tim Rieder          |
| 29. Mai 2022  | Ingolstadt Triathlon, Ingolstadt      | Wilhelm Hirsch                            | Finn Große-Freese   | Thomas Ott          |
| 19. Sep. 2021 | Heilbronn                             | Arne Leiss                                | Timo Hackenjos      | Malte Plappert      |
| 19. Mai 2019  | Heilbronn                             | Sebastian Kienle -3-                      | Florian Angert      | Ruben Zepuntke      |
| 10. Juni 2018 | Ingolstadt Triathlon, Ingolstadt      | Frederic Funk                             | Patrick Reger       | Lukasz Wojt         |
| 20. Aug. 2017 | Allgäu Triathlon, Immenstadt          | Jan Frodeno                               | Roman Deisenhofer   | Christopher Hettich |
| 19. Juni 2016 | Heilbronn                             | Andreas Böcherer -2-                      | Maurice Clavel      | Horst Reichel       |
| 7. Juni 2015  | Ironman 70.3 Kraichgau, Bad Schönborn | Sebastian Kienle -2-                      | Andreas Böcherer    | Patrick Lange       |
| 15. Juni 2014 | Challenge Kraichgau, Bad Schönborn    | Sebastian Kienle                          | Timo Bracht         | Markus Fachbach     |
| 9. Juni 2013  | Challenge Kraichgau, Bad Schönborn    | Boris Stein -2-                           | Maik Petzold        | Timo Bracht         |
| 21. Juli 2012 | Allgäu Triathlon, Immenstadt          | Boris Stein                               | Daniel Wienbreier   | Markus Unsleber     |
| 12. Juni 2011 | Mönchshof-Triathlon, Kulmbach         | Stefan Schmid -2-                         | Stefan Schmid       | Niclas Bock         |
| 6. Juni 2010  | Mönchshof-Triathlon, Kulmbach         | Markus Fachbach                           | Horst Reichel       | Stefan Schmid       |
| 25. Juli 2009 | Allgäu Triathlon, Immenstadt          | Stefan Schmid                             | Matthias Bergermann | Stephan Bergermann  |
| 8. Juni 2008  | Mönchshof-Triathlon, Kulmbach         | Timo Bracht -2-                           | Andreas Böcherer    | Christian Ritter    |
| 21. Juli 2007 | Allgäu Triathlon, Immenstadt          | Andreas Böcherer                          | Felix Schumann      | Nils Goerke         |
| 12. Sep. 2006 | Mönchshof-Triathlon, Kulmbach         | Enrico Knobloch                           | Maik Twelsiek       | Cord Rohlfs         |
| 13. Sep. 2005 | Mönchshof-Triathlon, Kulmbach         | Michael Hofmann                           |                     | Frank Vytrisal      |
| 14. Aug. 2004 | Mönchshof-Triathlon, Kulmbach         | Stefan Holzner                            | Viktor Zyemtsev     | Rolf Lautenacher    |
| 26. Aug. 2003 | Mönchshof-Triathlon, Kulmbach         | Normann Stadler                           | Stefan Holzner      |                     |
| 27. Juli 2002 | Allgäu Triathlon, Immenstadt          | Faris Al-Sultan                           |                     |                     |
| 23. Juli 2001 | Allgäu Triathlon, Immenstadt          | Michael Brucker                           | Rolf Lautenbacher   | Matthias Klumpp     |
| 22. Juli 2000 | Allgäu Triathlon, Immenstadt          | Michael Brucker Peter Meinhold            | –                   | Rolf Lautenbacher   |
| 1993          | Edersee-Triathlon, Waldeck            | Thomas Hellriegel                         | Holger Lorenz       | Jochen Basting      |
| Sep. 1992}    | Allgäu Triathlon, Immenstadt          | Jürgen Zäck -3-                           |                     |                     |
| 1991          |                                       | Olaf Rennicke                             |                     |                     |
| 1990          | Mönchshof-Triathlon, Kulmbach         | Jürgen Zäck -2-                           |                     |                     |
| 1989          |                                       | Jürgen Zäck                               |                     |                     |
| 1988          | Ettlingen                             | Jörg Ullmann                              |                     |                     |
| 1986          | Triathlon Roth, Roth                  | Dirk Aschmoneit                           |                     |                     |
| 1985          | Schluchsee-Triathlon, Schluchsee      | Gerhard Wachter                           |                     |                     |
| 14. Juli 1984 | Allgäu Triathlon, Immenstadt          | Klaus Klaeren                             |                     |                     |

| Jahr | Deutsche Meisterin Triathlon Mitteldistanz | Zweiter Platz      | Dritter Platz      |
| ---- | ------------------------------------------ | ------------------ | ------------------ |
| 2025 |                                            |                    |                    |
| 2024 | Jenny Jendryschik                          | Henrike Prokopp    | Camilla Zaage      |
| 2023 | Katharina Grohmann                         | Hannah Deuring     | Steffi Jansen      |
| 2022 | Lena Götzenberger                          | Laura Chacon       | Marit Bergmann     |
| 2021 | Laura Jansen                               | Hannah Arlom       | Sabine Lischka     |
| 2019 | Daniela Bleymehl                           | Katharina Wolff    | Saskia Käs         |
| 2018 | Luisa Moroff                               | Silvia Felt        | –                  |
| 2017 | Lena Berlinger                             | Anna-Lena Pohl     | Tamara Hitz        |
| 2016 | Laura Philipp                              | Julia Viellehner   | Lena Berlinger     |
| 2015 | Julia Gajer -3-                            | Svenja Bazlen      | Anja Beranek       |
| 2014 | Julia Gajer -2-                            | Laura Philipp      | Astrid Ganzow      |
| 2013 | Julia Gajer                                | Jenny Schulz       | Natascha Schmitt   |
| 2012 | Eva Boehrer                                | Julia Viellehner   | Nicole Schneider   |
| 2011 | Dana Wagner                                | Katrin Esefeld     | Julia Leenders     |
| 2010 | Diana Riesler                              | Kristin Möller     | Andrea Steinbecher |
| 2009 | Ina Reinders-2-                            | Susan Dietrich     | Julia Wagner       |
| 2008 | Katja Schumacher -2-                       | Melanie Hohenester | Katrin Esefeld     |
| 2007 | Ina Reinders                               | Katrin Esefeld     | Mariska Kramer     |
| 2006 | Nina Kraft -2-                             |                    |                    |
| 2005 | Katja Schumacher                           | Andrea Brede       | Dagmar Matthes     |
| 2004 | Andrea Brede                               | Tiina Boman        | Ute Mückel         |
| 2003 | Nina Kraft                                 |                    |                    |
| 2002 | Ines Estedt                                |                    |                    |
| 2001 | Ute Schäfer                                | Nina Fischer       | Heidi Jesberger    |
| 2000 | Katrin Friedrich                           |                    |                    |
| 1993 | Susi Habinger                              | Ines Estedt        | Wanda Schlotterer  |
| 1992 | Katjana Quest-Altrogge                     |                    |                    |
| 1991 | Carina Henning                             |                    |                    |
| 1990 | Simone Mortier -3-                         |                    |                    |
| 1989 | Simone Mortier -2-                         |                    |                    |
| 1988 | Simone Mortier                             |                    |                    |
| 1986 | Alexandra Kremer -2-                       |                    |                    |
| 1985 | Alexandra Kremer                           |                    |                    |
| 1984 | Hanni Zehendner                            |                    |                    |

#### Langdistanz

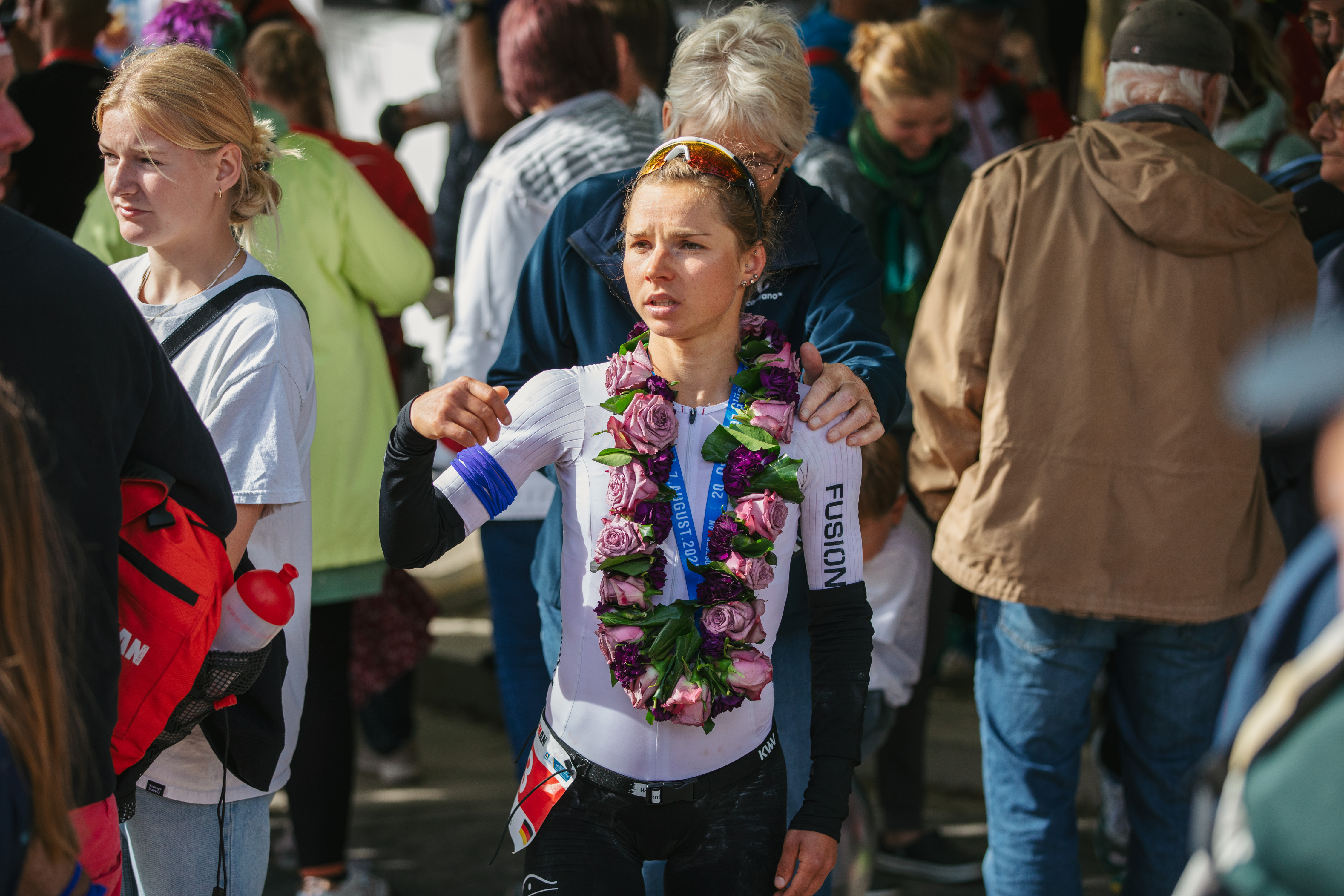
Maja Betz – Deutsche Meisterin auf der Triathlon-Langdistanz (2022 und 2023)

Triathlon-Meisterschaften auf der Langdistanz werden in Deutschland seit der Erstaustragung 1994 beim Jümme-Triathlon jährlich im Juli oder August durchgeführt. Die Langdistanz beinhaltet 3,86 km Schwimmen, 180,2 km Radfahren und 42,195 km Laufen.
Die Meisterschaften wurden elfmal bei der Challenge Roth, siebenmal in Kulmbach (Iron Mönch), 2011 beim Köln-Triathlon und zuletzt im Juli 2016 beim Ironman Germany in Frankfurt am Main ausgetragen.
Die für Juni 2012 in Kulmbach im Rahmen des Iron Mönch geplanten Meisterschaften mussten aus organisatorischen Gründen abgesagt werden und es wurde in diesem Jahr keine Langdistanz-Meisterschaft ausgetragen.
Als erfolgreichste deutsche Athleten konnten Sabine Heinrich und Siegfried Ferstl bislang den Titel jeweils viermal für sich entscheiden.
Im Jahr 2016 wurden die Deutschen Meisterschaften im Rahmen des Ironman Germany ausgetragen, 2017 bei der Challenge Regensburg und 2018 im Rahmen der zweiten Austragung des Ironman Hamburg.
2022 und erneut 2023 war die Austragung beim Ostseeman in Glücksburg.
| Datum/Jahr    | Ort/Veranstaltung                 | Deutscher Meister Triathlon Langdistanz | Zweiter Platz      | Dritter Platz     |
| ------------- | --------------------------------- | --------------------------------------- | ------------------ | ----------------- |
| 10. Aug. 2025 | Nordschwarzwald Triathlon, Nagold | Max Menzel                              | Timo Pippart       | Philip Schleifer  |
| 25. Aug. 2024 | KnappenMan, Lohsa                 | Michael Wegricht                        | Sebastian Guhr     | Danny Hannover    |
| 6. Aug. 2023  | OstseeMan, Glücksburg             | Timo Schaffeld                          | Simon Huckestein   | Silas Köhn        |
| 7. Aug. 2022  | OstseeMan                         | Simon Huckestein                        | Fabian Günther     | Timo Schaffeld    |
| 5. Sep. 2021  | Challenge Roth                    | Patrick Lange                           | Nils Frommhold     | Felix Hentschel   |
| 28. Juli 2019 | Ironman Hamburg                   | Paul Schuster                           | Philipp Mock       | David Breuer      |
| 29. Juli 2018 | Ironman Hamburg                   | Franz Löschke                           | Patrick Dirksmeier | Paul Schuster     |
| 13. Aug. 2017 | Challenge Regensburg              | Jan Raphael                             | Sebastian Neef     | Christian Brader  |
| 3. Juli 2016  | Frankfurt am Main                 | Sebastian Kienle -2-                    | Andreas Böcherer   | Christian Kramer  |
| 12. Juli 2015 | Challenge Roth                    | Nils Frommhold                          | Timo Bracht        | Per Bittner       |
| 20. Juli 2014 | Challenge Roth                    | Timo Bracht -2-                         | Nils Frommhold     |                   |
| 14. Juli 2013 | Challenge Roth                    | Timo Bracht                             | Markus Fachbach    | Konstantin Bachor |
| 2012          | (keine Austragung)                | –                                       | –                  | –                 |
| 4. Sep. 2011  | Cologne226, Köln                  | Georg Potrebitsch                       |                    |                   |
| 18. Juli 2010 | Challenge Roth                    | Sebastian Kienle                        |                    |                   |
| 12. Juli 2009 | Challenge Roth                    | Michael Göhner                          |                    |                   |
| 13. Juli 2008 | Challenge Roth                    | Thomas Hellriegel -2-                   |                    |                   |
| 24. Juli 2007 | Challenge Roth                    | Thomas Hellriegel                       |                    |                   |
| 2. Juli 2006  | Challenge Roth                    | Faris Al-Sultan -3-                     |                    |                   |
| 3. Juli 2005  | Challenge Roth                    | Alexander Taubert                       | Timo Bracht        |                   |
| 4. Juli 2004  | Challenge Roth                    | Faris Al-Sultan -2-                     | Timo Bracht        |                   |
| 6. Juli 2003  | Challenge Roth                    | Lothar Leder                            | Alexander Taubert  | Harald Funk       |
| 10. Aug. 2002 | Kulmbach                          | Martin Wintersteiner                    | Norbert Huber      | André Bour        |
| 11. Aug. 2001 | Kulmbach                          | Siegfried Ferstl -4-                    | Steffen Hartig     | Norbert Huber     |
| 12. Aug. 2000 | Kulmbach                          | Faris Al-Sultan                         | Roland Knoll       | Siegfried Ferstl  |
| 14. Aug. 1999 | Kulmbach                          | Siegfried Ferstl -3-                    | Markus Dippold     | Markus Pesch      |
| 15. Aug. 1998 | Kulmbach                          | Markus Dippold                          | Siegfried Ferstl   | Ingo Frantzki     |
| 9. Aug. 1997  | Kulmbach                          | Siegfried Ferstl -2-                    | Uwe Wamper         | Thomas Geiger     |
| 1996          | Kulmbach                          | Siegfried Ferstl                        | Markus Dippold     | Dirk Schneider    |
| 1995          | Schlosstriathlon, Schwerin        | Jürgen Hauber                           | Siegfried Ferstl   | Frank Groen       |
| 8. Aug. 1994  | Jümme-Triathlon, Jümme            | Dirk Schneider                          | Ingo Frantzki      | Matthias Klumpp   |

| Jahr | Deutsche Meisterin Triathlon Langdistanz | Zweiter Platz      | Dritter Platz            |
| ---- | ---------------------------------------- | ------------------ | ------------------------ |
| 2025 | Anna Maria Melzer                        | Eva Herbold        | Sarah Becker             |
| 2024 | Jana Grimm                               | Antje Vogel        | Nina Volz                |
| 2023 | Maja Betz -2-                            | Marie Hielscher    | Nathalie Andrea Frähmcke |
| 2022 | Maja Betz                                | Victoria Best      | Anna Schäfer             |
| 2021 | Anne Haug                                | Elena Illeditsch   | Jenny Schulz             |
| 2019 | Julia Gajer -3-                          | Katharina Grohmann | Josefine Rutkowski       |
| 2018 | Katharina Grohmann                       | Daniela Sämmler    |                          |
| 2017 | Nina Kuhn                                | Franziska Bossow   | Anaïs Tommy-Martin       |
| 2016 | Katja Konschak                           | Daniela Sämmler    | Natascha Schmitt         |
| 2015 | Anja Beranek                             | Daniela Sämmler    | Svenja Bazlen            |
| 2014 | Julia Gajer -2-                          |                    |                          |
| 2013 | Julia Gajer                              | Katja Konschak     | Celia Kuch               |
| 2012 | –                                        | –                  | –                        |
| 2011 | Diana Riesler                            | Almuth Grüber      |                          |
| 2010 | Dagmar Matthes -2-                       |                    |                          |
| 2009 | Katja Rabe                               |                    |                          |
| 2008 | Dagmar Matthes                           |                    | Ute Mückel               |
| 2007 | Christine Waitz                          |                    |                          |
| 2006 | Wenke Kujala                             |                    |                          |
| 2005 | Nicole Leder -3-                         | Ute Mückel         |                          |
| 2004 | Nicole Leder -2-                         | Ute Mückel         |                          |
| 2003 | Nicole Leder                             | Heike Funk         | Heidi Jesberger          |
| 2002 | Heike Funk                               | Claudia Hille      | Gabi Broselge            |
| 2001 | Ute Schäfer                              | Silke Fersch       | Sabine Stelter           |
| 2000 | Sabine Heinrich -4-                      | Daniela Neetzel    | Marion Bührmann          |
| 1999 | Sabine Heinrich -3-                      | Martina Schrade    | Martina Nagel            |
| 1998 | Sabine Heinrich -2-                      | Julia Brütting     | Susi Eger                |
| 1997 | Sabine Heinrich                          | Marion Bührmann    | Gabriele Keck            |
| 1996 | Beate Kleindienst                        | Marion Bührmann    | Gabi Pauli               |
| 1995 | Ines Estedt -2-                          | Heike Feichtmayr   | Beate Kleindienst        |
| 1994 | Ines Estedt                              | Christine Wiegand  | Marion Bührmann          |

#### Mixed Team Relay
2013 fanden erstmalig Deutsche Meisterschaften im Mixed Team Relay der Vereine statt – einem Staffelrennen mit je zwei Frauen und zwei Männern. Gestartet wird dabei über 300 m Schwimmen, 6 km Radfahren und 1,5 km Laufen, jeweils eine Frau und ein Mann im Wechsel. Nach mehrmaligem Ausfall werden seit 2021 im Rahmen der Finals wieder Deutsche Meisterschaften ausgetragen.
| Datum/Jahr    | Austragungsort | Deutscher Meister Team Relay | Besetzung                                                       | Zweiter Platz            | Dritter Platz                |
| ------------- | -------------- | ---------------------------- | --------------------------------------------------------------- | ------------------------ | ---------------------------- |
| 7. Juli 2023  | Düsseldorf     | Ejot Team TV Buschhütten     | Jonas Schomburg, Tanja Neubert, Johannes Vogel, Lisa Tertsch    | triathlon.one Witten     | Team Berlin                  |
| 23. Juni 2022 | Berlin         | Ejot Team TV Buschhütten     | Lena Meißner, Lasse Lührs, Annika Koch, Justus Nieschlag        | Triathlon Potsdam        | Berlin Team                  |
| 3. Juni 2021  | Berlin         | Ejot Team TV Buschhütten     | Lena Meißner, Lasse Lührs, Lisa Tertsch, Justus Nieschlag       | Triathlon Potsdam        | Triathlon Team DSW Darmstadt |
| 31. Aug. 2015 | Hannover       |                              |                                                                 |                          |                              |
| 31. Aug. 2014 | Konstanz       | TuS Griesheim                | Leonie Poetsch, Jannik Schaufler, Lisa Sieburger, Paul Schuster | Ejot Team TV Buschhütten | TV Mengen                    |
| 25. Aug. 2013 | Konstanz       | TuS Griesheim                | Leonie Poetsch, Lisa Sieburger, Paul Schuster, Daniel Schmoll   | TV Mengen                | AST Süßen                    |

### Wintertriathlon
Meisterschaftsrennen im Wintertriathlon gehen über 5 km Laufen, 12 km Mountainbike und 8 km Skilanglauf.
Die für Januar 2015 geplante deutsche Meisterschaft Wintertriathlon im österreichischen Faistenau musste witterungsbedingt komplett abgesagt werden. Auch 2016 mussten die für den 16. und 17. Januar geplanten Staatsmeisterschaften in Faistenau aufgrund ungünstiger Witterungsbedingungen erneut abgesagt werden.
| Datum/Jahr    | Austragungsort | Sieger der Frauen      | Sieger der Männer     |
| ------------- | -------------- | ---------------------- | --------------------- |
| 23. Feb. 2014 | Oberstaufen    | Renate Forstner -3-    | Michael Göhner -4-    |
| 2013          | Oberstaufen    | Renate Forstner -2-    | Michael Göhner -3-    |
| 26. Feb. 2012 | Oberstaufen    | Renate Forstner        | Florian Holzinger -3- |
| 27. Feb. 2011 | Oberstaufen    | Ellen Stockheimer      | Michael Göhner -2-    |
| 28. Feb. 2010 | Oberstaufen    | Silvia Czaika          | Florian Holzinger -2- |
| 2009          | Freudenstadt   | Jutta Schubert         | René Hördemann        |
| 19. Jan. 2008 | Oberstaufen    | Sigrid Mutscheller -9- | Florian Holzinger     |
| 4. Feb. 2007  | Oberstaufen    | Sigrid Mutscheller -8- | Michael Göhner        |
| 2006          |                | Sigrid Mutscheller -7- | David Roderer -2-     |
| 2005          | Freudenstadt   | Jutta Schubert         | David Roderer         |
| 2004          |                | Sigrid Mutscheller -6- | Frank Göpfert         |
| 2003          |                | Sigrid Mutscheller -5- | Benjamin Sonntag -2-  |
| 2002          |                | Sigrid Mutscheller -4- | Benjamin Sonntag      |
| 2001          |                | Sigrid Mutscheller -3- | Martin Lang -3-       |
| 2000          |                | Sigrid Mutscheller -2- | Martin Lang -2-       |
| 1999          |                | Sigrid Mutscheller     | Martin Lang           |

### Cross-Triathlon

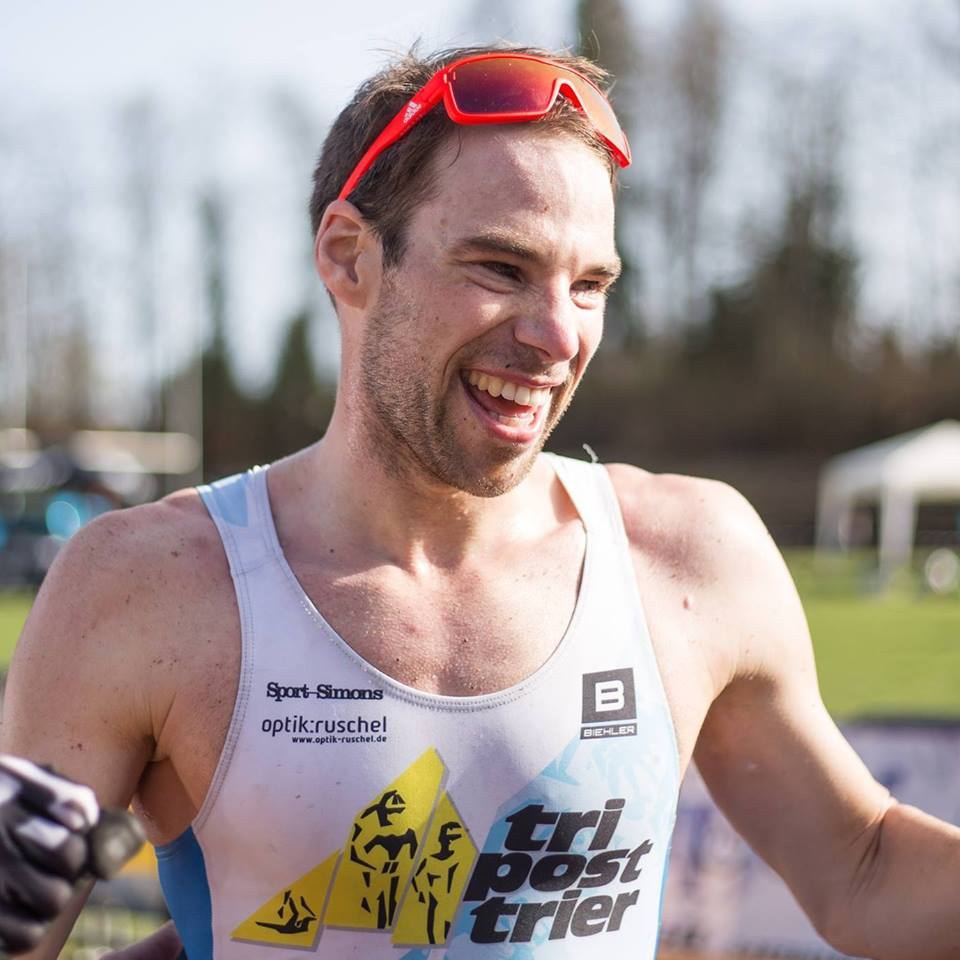
Jens Roth – Deutscher Meister Cross-Triathlon (2015–2019, 2022)

Seit 2000 werden deutsche Meisterschaften im Cross-Triathlon an jährlich wechselnden Orten ausgetragen. Erstmals 2002 wurden die Deutschen Meisterschaften im Rahmen eines Xterra-Rennens ausgetragen.
Die Distanzen gehen hier über
- 1,5 km Schwimmen
- 35 km Mountainbike
- und 10 km Trailrun.

Als erfolgreichste Athletin konnte sich Katrin Hill zwischen 2003 und 2010 (bis 2005 gestartet als Katrin Helmcke) sechsmal den Titel der Staatsmeisterin Cross-Triathlon bei den Frauen holen. Maria Döring holte sich diesen Titel 2022 zum dritten Mal.

Bei den Männern konnte Jens Roth den Titel zwischen 2015 und 2022 sechsmal gewinnen. Ronny Dietz konnte den Titel 2011 ein fünftes Mal gewinnen und Sebastian Kienle hatte den Titel zuletzt 2010 insgesamt dreimal gewonnen.
| Datum/Jahr    | Ort                                    | Deutscher Meister Cross-Triathlon | Zweiter Platz       | Dritter Platz       |
| ------------- | -------------------------------------- | --------------------------------- | ------------------- | ------------------- |
| 17. Aug. 2025 | Xterra Germany, Zittau                 |                                   |                     |                     |
| 20. Aug. 2022 | Xterra Germany                         | Jens Roth -6-                     | Scott Anderson      | Simon Schwarz       |
| 31. Juli 2021 | Vulkan-Cross-Triathlon, Schalkenmehren | Malte Plappert                    | Nick Emde           | Scott Anderson      |
| 17. Aug. 2019 | Xterra Germany                         | Jens Roth -5-                     | Maximilian Saßerath | Peter Lehmann       |
| 28. Juli 2018 | Vulkan-Cross-Triathlon, Schalkenmehren | Jens Roth -4-                     | Peter Lehmann       | Veit Hönle          |
| 19. Aug. 2017 | Xterra Germany, Olbersdorf             | Jens Roth -3-                     | Peter Lehmann       | Malte Plappert      |
| 23. Juli 2016 | Vogtland Challenge, Zeulenroda         | Jens Roth -2-                     | Veit Hönle          | Maximilian Saßerath |
| 15. Aug. 2015 | Xterra Germany, Olbersdorf             | Jens Roth                         | Maximilian Saßerath | Christian Otto      |
| 12. Juli 2014 | Harz Triathlon, Clausthal-Zellerfeld   | Christian Otto                    | Felix Schumann      | Malte Plappert      |
| 17. Aug. 2013 | Vulkan-Cross-Triathlon, Schalkenmehren | Lars Erik Fricke                  | Malte Plappert      | Sebastian Veith     |
| 11. Aug. 2012 | Xterra Germany, Olbersdorf             | Alexander Haas                    | Sebastian Kienle    | Felix Schumann      |
| 21. Aug. 2011 | Xterra Germany, Olbersdorf             | Ronny Dietz -5-                   | Sebastian Kienle    | Alexander Haas      |
| 21. Aug. 2010 | Xterra Rhein/Neckar, Hirschhorn        | Sebastian Kienle -3-              | Alexander Haas      | Ronny Dietz         |
| 15. Aug. 2009 | Xterra Germany, Olbersdorf             | Felix Schumann -2-                | Ronny Dietz         | Thilo Zoberbier     |
| 16. Aug. 2008 | O-See-Challenge, Olbersdorf            | Ronny Dietz -4-                   | Jörg Scheiderbauer  | Maik Petzold        |
| 18. Aug. 2007 | O-See-Challenge, Olbersdorf            | Felix Schumann                    | Nico Pfitzenmaier   | Matthias Dietze     |
| 9. Sep. 2006  | Xterra Germany, Titisee                | Sebastian Kienle -2-              | Felix Schumann      |                     |
| 10. Sep. 2005 | Xterra Germany, Titisee                | Sebastian Kienle                  | Felix Schumann      | Ronny Dietz         |
| 11. Sep. 2004 | Xterra Germany, Titisee                | Andreas Böcherer                  |                     |                     |
| 13. Sep. 2003 | Xterra Germany, Titisee                | Ronny Dietz -3-                   |                     |                     |
| 14. Sep. 2002 | Xterra Germany, Titisee                | Ronny Dietz -2-                   |                     |                     |
| 18. Aug. 2001 | Allgäu Triathlon, Immenstadt           | Ronny Dietz                       |                     |                     |
| 29. Juli 2000 | Immenstadt                             | Uwe Widmann                       | Marc Pschebizin     |                     |

| Jahr | Deutsche Meisterin Cross-Triathlon | Zweiter Platz        | Dritter Platz         |
| ---- | ---------------------------------- | -------------------- | --------------------- |
| 2025 |                                    |                      |                       |
| 2022 | Maria Döring -3-                   |                      |                       |
| 2021 |                                    |                      |                       |
| 2019 | Maria Döring -2-                   |                      |                       |
| 2018 | Bianca Reitwießner                 | Eva Buchholz         | Maria Döring          |
| 2017 | Maria Döring                       | Susi Pawel           | Anna Pauline Saßerath |
| 2016 | Anna Pauline Saßerath              | –                    | –                     |
| 2015 | Susi Pawel                         | Nadine Jackel        | Melanie Mack          |
| 2014 | Antje Fiebig                       | Daniela Kösler       | Sonja Rapp            |
| 2013 | Tina Vliegen                       | Bettina Haas         | Kristin Buser         |
| 2012 | Kathrin Müller                     | Sonja Rapp           | Lisa Müller-Ott       |
| 2011 | Lisa Müller-Ott -2-                | Birgit Jüngst-Dauber | Sonja Rapp            |
| 2010 | Katrin Hill -6-                    | Bettina Uhlig        | Birgit Jüngst-Dauber  |
| 2009 | Lisa Müller-Ott                    | Birgit Jüngst-Dauber | Ulrike Blank-Peters   |
| 2008 | Katrin Hill -5-                    | Daniela Kösler       | Anke Kullmann         |
| 2007 | Katrin Hill -4-                    | Anke Kullmann        | Ulrike Blank          |
| 2006 | Claudia Frank                      |                      |                       |
| 2005 | Katrin Helmcke -3-                 | Claudia Frank        | Ute Schäfer           |
| 2004 | Katrin Helmcke -2-                 | Sigrid Lang          |                       |
| 2003 | Katrin Helmcke                     | Angela Huy           |                       |
| 2002 | Ute Schäfer                        | Katrin Helmcke       | Claudia Frank         |
| 2001 | Ulrike Blank                       | Angela Huy           | Claudia Frank         |
| 2000 | Sigrid Lang                        | Imke Schiersch       | Anneliese Weber       |

| Datum/Jahr    | Ort                         | Deutscher Meister Cross-Triathlon U23 | Zweiter Platz | Dritter Platz |
| ------------- | --------------------------- | ------------------------------------- | ------------- | ------------- |
| 2017          |                             |                                       |               |               |
| 18. Aug. 2007 | O-See-Challenge, Olbersdorf | Till Schramm                          |               |               |

| Jahr | Deutscher Meister Cross-Triathlon U23 | Zweiter Platz | Dritter Platz |
| ---- | ------------------------------------- | ------------- | ------------- |
| 2017 |                                       |               |               |
| 2007 |                                       |               |               |

### Duathlon

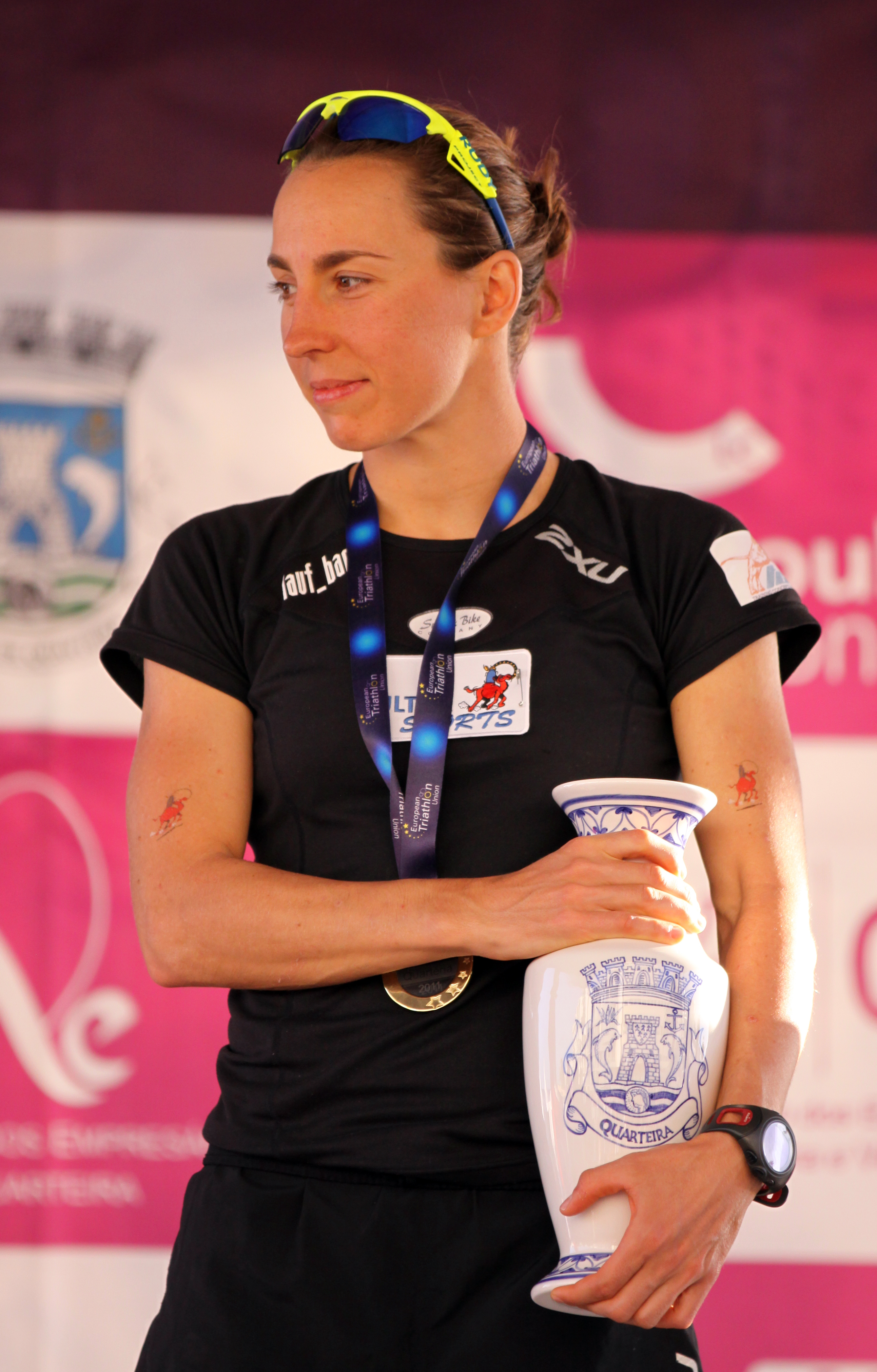
Anne Haug, Deutsche Meisterin Duathlon 2008 und 2009

#### Sprintdistanz
5 km Laufen, 20 km Radfahren und 2,5 km Laufen

5 km Laufen, 20 km Radfahren und 5 km Laufen (2022 im Rahmen des Powerman Germany)

5 km Laufen, 21 km Radfahren und 3 km Laufen (2024)
| Datum/Jahr    | Austragungsort | Siegerin         | Sieger          |
| ------------- | -------------- | ---------------- | --------------- |
| 29. März 2025 | Halle          |                  |                 |
| 21. Apr. 2024 | Halle          | Valerie Moser    | Willy Hirsch    |
| 10. Apr. 2022 | Alsdorf        | Florentine Exner | Lasse Schöfisch |
| 18. Mai 2014  | Falkenstein    | Caroline Mortier | Matthias Graute |

#### Kurzdistanz
Duathlon-Kurzdistanz: 10 km erster Lauf, 40 km Radfahren und 5 km zweiter Lauf

##### Elite
| Datum/Jahr    | Austragungsort                          | Deutscher Meister      | Zweiter        | Dritter           |
| ------------- | --------------------------------------- | ---------------------- | -------------- | ----------------- |
| 26. Apr. 2025 | Powerman Alsdorf, Alsdorf               |                        |                |                   |
| 30. Apr. 2023 | Powerman Alsdorf                        | Simon Huckestein -3-   | Michael Victor | Jens Frommhold    |
| 30. Apr. 2023 | Powerman Alsdorf                        | Simon Huckestein -2-   | Michael Victor | Jens Frommhold    |
| 10. Apr. 2022 | Powerman Alsdorf                        | Simon Huckestein       | Marius Lau     | Finn Große-Freese |
| 14. Apr. 2019 | Powerman Alsdorf                        | Sascha Hubbert         | Luca Heerdt    | Dominik Sowieja   |
| 29. Apr. 2018 | Powerman Alsdorf                        | Patrick Reger          | Jonas Hoffmann | Gabriel Allgayer  |
| 30. Apr. 2017 | Dachser-Duathlon, Alsdorf               | Jonathan Zipf          | Steffen Justus | Jonas Hoffmann    |
| 15. Mai 2016  | Alsdorf                                 | Dominik Sowieja        |                |                   |
| 29. März 2015 | Minrath-Duathlon, Kalkar                | Matthias Graute -2-    | Fabian Rahn    | Theodor Popp      |
| 4. Mai 2014   | Cottbus                                 | Matthias Graute        |                |                   |
| 27. Apr. 2013 | Cottbus                                 | John Heiland           | Maik Petzold   | Danny Friese      |
| 1. Mai 2012   | Oberurseler Altstadtduathlon, Oberursel | Patrick Lange -3-      |                |                   |
| 1. Mai 2011   | Oberursel                               | Patrick Lange -2-      | Fabian Rahn    | Matthias Graute   |
| 2010          | Oberursel                               | Patrick Lange          |                |                   |
| 2009          | Backnang                                | Matthias Zöll          | Franz Löschke  | Stefan Stahl      |
| 2008          | Backnang                                | Alexander Schilling    |                |                   |
| 2007          | Backnang                                | Jonathan Post          |                |                   |
| 2006          | Backnang                                | Michael Göhner         |                |                   |
| 2005          | Backnang                                | Falk Cierpinski        |                |                   |
| 2. Mai 2004   | Backnang                                | Normann Stadler        |                |                   |
| 11. Mai 2003  | Neustadt an der Aisch                   | Josef Jeschke          |                |                   |
| 2002          |                                         | Markus Forster         |                |                   |
| 2001          |                                         | Ralf Eggert -3-        | Nils Goerke    |                   |
| 2000          | Zeitz                                   | Ralf Eggert -2-        |                |                   |
| 1999          |                                         | Roland Ballerstedt -2- | Nils Goerke    |                   |
| 1998          |                                         | Roland Ballerstedt     |                |                   |
| 1997          |                                         | Dirk Strothmann        |                |                   |
| 1996          |                                         | Normann Stadler -2-    |                |                   |
| 1995          | St. Wendel                              | Normann Stadler        |                |                   |
| 1994          | St. Wendel                              | Christian Husmann      |                |                   |
| 1993          | Suhl                                    | Ralf Eggert            |                |                   |
| 1992          |                                         | Olaf Sabatschus        |                |                   |
| 1991          | Königslutter                            | Gerd Amrhein           |                |                   |

| Jahr | Deutsche Meisterin      | Zweite             | Dritte           |
| ---- | ----------------------- | ------------------ | ---------------- |
| 2025 |                         |                    |                  |
| 2024 | Merle Brunnée           | Leonie Kleine-Bley | Madlen Kappeler  |
| 2023 | Maja Betz               | Merle Brunnée      | Hannah Arlom     |
| 2022 | Laura Chacon Biebach    | Valeria Kleiner    | Lisa Strothmann  |
| 2019 | Laura Zimmermann        | Katharina Grohmann | Kirsten de Baey  |
| 2018 | Kristina Ziemons -3-    | Steffi Jansen      | Ulrike Schwalbe  |
| 2017 | Kristina Ziemons -2-    | Lisa Sieburger     | Melanie Albrecht |
| 2016 | Kristina Ziemons        |                    |                  |
| 2015 | Franziska Scheffler -3- | Annika Vössing     | Sara Baumann     |
| 2014 | Franziska Scheffler -2- | Annika Vössing     | –                |
| 2013 | Annika Vössing          | Anna-Lena Pohl     | Sarah Zabrowski  |
| 2012 | Franziska Scheffler     |                    |                  |
| 2011 | Jenny Schulz -2-        | Kristin Möller     | Natascha Schmitt |
| 2010 | Jenny Schulz            |                    |                  |
| 2009 | Anne Haug -2-           | Jenny Schulz       | Ulrike Schwalbe  |
| 2008 | Anne Haug               | Katrin Hill        |                  |
| 2007 | Carolin Schlipf         |                    |                  |
| 2006 | Kathrin Paetzold -2-    |                    |                  |
| 2005 | Kathrin Paetzold        |                    |                  |
| 2004 | Alexandra Petri         |                    |                  |
| 2003 | Konstanze Friedrich -2- |                    |                  |
| 2002 | Konstanze Friedrich     |                    |                  |
| 2001 | Christiane Soeder -3-   |                    |                  |
| 2000 | Christiane Soeder -2-   |                    | Christiane Pilz  |
| 1999 | Christiane Soeder       |                    |                  |
| 1998 | Susanne Niemeyer -2-    |                    |                  |
| 1997 | Susanne Niemeyer        |                    |                  |
| 1996 | Ulrike Haas             |                    |                  |
| 1995 | Ute Schäfer -2-         |                    |                  |
| 1994 | Ute Schäfer             |                    |                  |
| 1993 | Simone Mortier -2-      |                    |                  |
| 1992 | Carina Henning          |                    |                  |
| 1991 | Simone Mortier          |                    |                  |

##### U23
| Datum/Jahr    | Austragungsort | Sieger der Frauen   | Sieger der Männer |
| ------------- | -------------- | ------------------- | ----------------- |
| 15. Mai 2016  | Alsdorf        |                     |                   |
| 29. März 2015 | Kalkar         | Annika Vössing      | Lucas Abel        |
| 2011          | Oberursel      | Franziska Scheffler |                   |
| 2010          | Oberursel      | Franziska Scheffler | Niclas Bock       |
| 2009          | Backnang       |                     | Franz Löschke     |
| 2004          |                | Kathrin Paetzold    |                   |

##### Junioren
Die Altersklasse „Junioren“ umfasst seit 2002 all jene Athleten, die am 31. Dezember des Wettkampfjahres achtzehn oder neunzehn Jahre alt waren.
| Datum/Jahr    | Ort        | Deutscher Juniorenmeister Triathlon | Zweiter Platz | Dritter Platz |
| ------------- | ---------- | ----------------------------------- | ------------- | ------------- |
| 29. Apr. 2018 | Alsdorf    | Philipp Wiewald                     |               |               |
| 2010          | Murr       | Johannes Hitzler                    |               |               |
| 2007          | München    | Franz Löschke                       |               |               |
| 2003          | Viernheim  | Thomas Springer                     |               |               |
| 2000          |            | Maik Twelsiek                       |               |               |
| 1998          |            |                                     |               |               |
| 1994          | St. Wendel | Ronny Dietz                         |               |               |

| Jahr | Deutsche Juniorenmeisterin Triathlon | Zweiter Platz | Dritter Platz |
| ---- | ------------------------------------ | ------------- | ------------- |
| 2018 | Lena Neuburg                         |               | Annika Koch   |
| 2010 | Colett Rampf                         |               |               |
| 2007 |                                      |               |               |
| 2003 |                                      |               |               |
| 2000 |                                      |               |               |
| 1998 | Ulrike Schwalbe                      |               |               |
| 1994 |                                      |               |               |

#### Langdistanz
Der für den 31. Mai 2015 geplante Powerman Germany musste wegen zu geringen Anmeldezahlen abgesagt werden und 2016 wurde der Austragungsort nach Ulm verlegt.
Von 2019 bis 2023 wurde das Rennen in Alsdorf ausgetragen.
Duathlon-Langdistanz:
16 km erster Lauf, 64 km Radfahren und 8 km zweiter Lauf
| Datum/Jahr    | Ort                           | Deutscher Meister Duathlon Langdistanz | Zweiter Platz      | Dritter Platz      |
| ------------- | ----------------------------- | -------------------------------------- | ------------------ | ------------------ |
| 30. Apr. 2023 | Powerman Germany, Alsdorf     | Simon Huckestein -2-                   | Michael Victor     | Jens Frommhold     |
| 10. Apr. 2022 | Powerman Germany, Alsdorf     | Simon Huckestein                       | Marius Lau         | Finn Große-Freese  |
| 14. Apr. 2019 | Powerman Germany, Alsdorf     | Sascha Hubbert                         | Luca Heerdt        | Dominik Sowieja    |
| 29. Mai 2017  | Powerman Germany, Ulm         | Felix Köhler                           | Matthias Knossalla | Sebastian Retzlaff |
| 7. Aug. 2016  | Powerman Germany, Ulm         | Zoltan Senczyszyn -3-                  | Thomas Bosch       | Sebastian Retzlaff |
| 18. Mai 2014  | Powerman Germany, Falkenstein | Zoltan Senczyszyn -2-                  | Michael Wetzel     | Marcus Büchler     |
| 20. Mai 2012  | Powerman Germany, Falkenstein | Sebastian Retzlaff                     |                    |                    |
| 22. Mai 2011  | Powerman Germany, Falkenstein | Michael Wetzel                         | Zoltan Senczyszyn  | Markus Thomschke   |
| 2010          | Powerman Germany, Falkenstein | Boris Stein                            | Sebastian Retzlaff | Michael Wetzel     |
| 2009          | Powerman Germany, Falkenstein | Benjamin Rossmann                      | Zoltan Senczyszyn  |                    |
| 2008          | Powerman Germany, Falkenstein | Zoltan Senczyszyn                      | Dirk Strothmann    | Matthias Graute    |
| 2007          | Powerman Germany, Falkenstein | Sven Kunath                            | Markus Thomschke   | Dirk Strothmann    |

| Jahr | Deutsche Meisterin Duathlon Langdistanz | Zweiter Platz      | Dritter Platz   |
| ---- | --------------------------------------- | ------------------ | --------------- |
| 2023 | Maja Betz                               | Merle Brunnée      | Hannah Arlom    |
| 2022 | Laura Chacon Biebach                    | Valeria Kleiner    | Lisa Strothmann |
| 2019 | Laura Zimmermann                        | Katharina Grohmann | Kirsten de Baey |
| 2017 | Kristina Ziemons                        | Katrin Esefeld     | Marion Hebding  |
| 2016 | Katrin Esefeld -2-                      | Celia Kuch         | –               |
| 2014 | Katrin Esefeld                          | Celia Kuch         |                 |
| 2012 | Christine Schleifer                     |                    |                 |
| 2011 | Ulrike Schwalbe -4-                     |                    |                 |
| 2010 | Ulrike Schwalbe -3-                     |                    |                 |
| 2009 | Kristin Möller                          |                    |                 |
| 2008 | Ulrike Schwalbe -2-                     | Jenny Schulz       | Nina Kuhn       |
| 2007 | Ulrike Schwalbe                         | Sigrid Mutscheller | Katrin Esefeld  |

### Crossduathlon
Beim Crossduathlon werden das Radfahren im Gelände (Mountainbike) und der Crosslauf miteinander kombiniert.

Die Deutschen Meisterschaften Cross-Duathlon wurden am 6. März 2022 in Trier ausgetragen.
| Datum/Jahr    | Ort            | Deutscher Meister Cross-Duathlon | Zweiter Platz       | Dritter Platz    |
| ------------- | -------------- | -------------------------------- | ------------------- | ---------------- |
| 21. Sep. 2025 | Osthelden      |                                  |                     |                  |
| 12. Okt. 2024 | Burglengenfeld |                                  |                     |                  |
| 6. März 2022  | Trier          | Jonas Hoffmann -2-               | Jens Roth           | Scott Anderson   |
| 23. Okt. 2021 | Schleiden      | Mathias Frohn                    | Jonas Hoffmann      | Timo Böhl        |
| 18. März 2019 | Trier          | Jonas Hoffmann                   | Jens Roth           | Mathias Frohn    |
| 29. Sep. 2018 | Östringen      | Martin Gebhard                   | Andreas Theobald    | Jens Roth        |
| 12. März 2017 | Trier          | Jens Roth                        | Maximilian Saßerath | Andreas Theobald |
| 8. Okt. 2016  | Östringen      | Maximilian Saßerath              | Gerrit Rosenkranz   | Jonas Hoffmann   |
| 19. Apr. 2015 | Schleiden      | Tobias Hibbe                     |                     | Jens Roth        |
| 27. Sep. 2014 | Östringen      | Dominik Sowieja                  |                     |                  |
| 2013          | Eichelberg     | Felix Schumann                   |                     |                  |
| 6. Okt. 2012  | Eichelberg     | Florian Brosch                   | Michael Wetzel      | Matthias Frohn   |

| Jahr | Deutsche Meisterin Cross-Duathlon | Zweiter Platz      | Dritter Platz         |
| ---- | --------------------------------- | ------------------ | --------------------- |
| 2025 |                                   |                    |                       |
| 2024 |                                   |                    |                       |
| 2022 | Anna-Lena Theisen                 | Josephine Noack    | Rebecca Bierbrauer    |
| 2021 | Josephine Noack                   | Kristina Ziemons   | Birgit Jüngst-Dauber  |
| 2019 | Katharina Wolff -4-               | Sabine Lischka     | Helena Pretzl         |
| 2018 | Katharina Wolff -3-               | Eva Buchholz       | Lea Sophie Keim       |
| 2017 | Katharina Wolff -2-               | Rebecca Fondermann | Anna Pauline Saßerath |
| 2016 | Katharina Wolff                   | Tanja Nehme        | Palina Dubino         |
| 2015 | Kathrin Müller                    |                    |                       |
| 2014 | Caprice Giehl                     |                    |                       |
| 2013 | Martina Höllige                   |                    |                       |
| 2012 | Eva Böhrer                        |                    |                       |

## DTU-Bundeskader
Der DTU-Kader umfasst für die Saison 2024 insgesamt 54 Athleten:
Olympiakader
- Nina Eim
- Laura Lindemann
- Lisa Tertsch
- Tim Hellwig
- Lasse Lührs
- Jonas Schomburg

Perspektivkader
- Jule Behrens
- Julia Bröcker
- Marlene Gomez-Göggel
- Selina Klamt
- Annika Koch
- Lena Meißner
- Tanja Neubert
- Finja Schierl
- Johanna Uherek
- Jan Diener
- Henry Graf
- Simon Henseleit
- Lasse Nygaard Priester
- Fabian Schönke

Nachwuchskader I
- Marielle Bouchti
- Carlotta Bülck
- Kjara Reckmann
- Kjell Arved Brandt
- Jan Semmler
- Tim Semmler

Nachwuchskader II
- Christian Ache
- Jara Banka
- Julia Bodenschatz
- Imke Bosch
- Ava Martha Brambier
- Emma Fahrenson
- Mori Finder
- Charlotte Funk
- Chiara Göttler
- Paul Grindel
- Moritz Hägel
- Moritz Hartmann
- Mattis Haselbach
- Finja Herrmann
- Emmely Kaiser
- Ben Kaufmann
- David Koser
- Lukas Koser
- Jayden Scott Koslick
- Bruno Krumbeck
- Nina Kurth
- Lene Marlin Löwe
- Samuel Möller
- Justus Oeckl
- Lilly-Marie Overberg
- Lasse Rohrbeck
- Luis Rühl
- Sarah Walter